# Viva Laldjérie
Pour plus de détails, voir Fiche technique et Distribution.
Viva Laldjérie est un film franco-belgo-algérien réalisé par Nadir Moknèche, sorti en 2004. Avec Viva Laldjérie, Nadir Moknèche veut montrer une réalité sociale de l'Algérie à travers le destin de trois femmes.  

## Synopsis
Pendant l'hiver 2003 à Alger, alors que la violence islamiste se déchaîne dans une allure de guerre civile, une mère, sa fille et une prostituée se sont installées dans un hôtel du centre-ville. Goucem, la fille, mène une vie « normale » en travaillant chez un photographe ; elle a aussi un amant généreux (qui est marié) et elle aime danser en discothèque en fin de semaine. Fifi, son amie fidèle, est quant à elle prostituée et sous la coupe d'un homme puissant. Papicha, la mère, vit dans la nostalgie de sa vie d'ancienne danseuse de cabaret. Les trois femmes tentent de nier la présence violente ou insidieuse de la mort qui se répand autour d'elles,.

## Fiche technique
Sauf indication contraire, les informations mentionnées dans cette section peuvent être confirmées par les bases de données cinématographiques IMDb et Allociné,  présentes dans la section « Liens externes ».
- Réalisateur : Nadir Moknèche
- Scénariste : Nadir Moknèche
- Musique : Pierre Bastaroli
- Photographie : Jean-Claude Larrieu
- Son : Daniel Ollivier
- Montage: Ludo Troch
- Décors : Jacques Bufnoir
- Costumes : Olivier Bériot et Fabienne Josserand
- Production : Bertrand Gore et Nathalie Mesuret
- Sociétés de production : BL Prod., Gimages, Arte France Cinéma, Need Productions, Sunday Morning Productions
- Société de distribution : Les Films du losange
- Pays d'origine :  Algérie -  France -  Belgique
- Langues originales : français et arabe
- Genre : drame
- Format : couleur - 1,85:1 - Dolby
- Durée : 113 minutes
- Dates de sortie :
  - France : 19 mars 2004 (festival de Valenciennes) ; 7 avril 2004 (sortie nationale)
  - Belgique : 28 avril 2004
- Date de sortie en DVD : 17 janvier 2005[réf. nécessaire]
- Classification : interdit aux moins de 12 ans[Où ?][réf. nécessaire]

## Distribution
Sauf indication contraire, les informations mentionnées dans cette section peuvent être confirmées par les bases de données cinématographiques IMDb et Allociné,  présentes dans la section « Liens externes ».
- Biyouna : Papicha
- Lubna Azabal : Goucem
- Nadia Kaci : Fifi
- Adel Bouanani
- Jalil Naciri : Samir
- Abbes Zahmani : Chouchou
- Lounès Tazairt : le docteur Aniss Sass
- Zizek Belkebla : l'inconnu de la boîte de nuit
- Akim Isker : Yacine Sassi

## Accueil critique
Alors que Viva Laldjérie présente des situations d'homosexualité et de prostitution à Alger, le film est mal perçu à sa sortie par la presse algérienne.  Ainsi pour El Watan : « C'est du pur orientalisme, c'est criard. Ce n'est pas un film de réalisateur algérien, mais un film de producteurs français ». Le Quotidien d'Oran indique « Vous montrez les bas-fonds d'Alger comme si c'était le quotidien de tous les Algérois. Vous montrez des prostituées, des homosexuels, vous vouliez choquer, c'est tout ». Lors de l'avant-première des officiels algérois quittent la salle de projection .
Nebia Bendjebbour du Nouvel Obs considère que le film montre une « société permissive où l'on peut parler sans honte de l'homosexualité et de la prostitution ». Pour Clément Graminiès de Critikat, Viva Laldjérie permet de découvrir une « rupture intergénérationnelle, entre les anciens qui souhaitent encore croire à un juste retour des choses, et les plus jeunes, hantés par le désespoir, que seule la fuite de leur pays motive à vivre ». Gérard Lefort de Libération évoque les quatre thèmes du film : « adultère, drogue, prostitution, corruption ».
En 2010, le media algérien, L'Expression indique que Viva Laldjérie est censuré sur la télévision algérienne, le réalisateur « ayant présenté dans son film un pays comme une maison close, une société comme un volcan et ses habitants comme des diables affamés de chair ».

### Distinctions
- Mostra de Valencia Cinema del Mediterrani 2005[Quoi ?]
- MedFilm Festival (Rome) 2005[Quoi ?]

## Annexe